# Bogdan Mladenović
Bogdan Mladenović (serb. cyr. Богдан Младеновић, ur. 4 kwietnia 1996 w Belgradzie) – serbski piłkarz występujący na pozycji ofensywnego pomocnika i skrzydłowego w serbskim klubie FK Kolubara oraz reprezentacji Serbii.

## Sukcesy

### Klubowe
FK Vojvodina
- Zdobywca Pucharu Serbii: 2019/2020